# Manfredo III di Saluzzo
Manfredo III di Saluzzo (1204 – 1244) fu marchese di Saluzzo.

## Biografia
Figlio primogenito di Bonifacio di Saluzzo, venne incluso nella successione dopo la morte prematura del padre; esercitò il suo potere dopo la reggenza della nonna Alasia del Monferrato, solo a partire dal 1218.
Donna estremamente energica, Alasia era figlia di Guglielmo V del Monferrato e rimase tutrice del nipote per otto anni, fino a quando cioè questi non compì la maggiore età. La sua figura fu essenziale per consolidare i rapporti tra i Saluzzo e i Monferrato, che divennero da allora stabili alleati.
La politica di Manfredo III, appena gli fu possibile governare, fu concentrata specie nella difesa dei confini dalle mire espansionistiche del conte Tommaso I di Savoia. Strinse favorevoli trattati di alleanza con il cugino, il marchese di Monferrato Bonifacio II, in base ai quali veniva prevista la non belligeranza in funzione di difesa anti-milanese. Veniva inoltre prevista la cessione delle terre agli Aleramo in caso di morte di Manfredo senza eredi.
Alla sua morte gli succedette il figlio Tommaso e la sua vedova Beatrice dovette cedere la reggenza del marchesato di Saluzzo a Bonifacio II di Monferrato come racconta Raffaello Menochio: «Morto Manfredo III di Saluzzo gli succedeva nel 1244 Tommaso I di Saluzzo in età di 4 anni sotto la tutela del marchese Bonifacio II di Monferrato, il quale tosto si portava a Carmagnola, ed ai 30 ottobre di quell'anno in casa di Bongioanni Granetto riceveva il giuramento di fedeltà a nome del pupillo e della contessa di Saluzzo».

## Matrimonio e discendenza
Sposò nel 1233 Beatrice di Savoia, figlia di Amedeo IV di Savoia e di Margherita di Borgogna. Da Beatrice di Savoia, Manfredo III ebbe quattro figli:
- Alasia (1236-1311), che sposò nel 1247 il conte di Lincoln, Edmondo di Lacy;
- Tommaso I (1240 circa - 13 dicembre 1296), marchese di Saluzzo e suo successore;
- Margherita (1240 circa -?), che si fece suora.
- Agnese (1245-dopo il 4 agosto 1265), nata postuma, non citata nel testamento paterno del 1244. Sposò, nel 1262, Giovanni di Vescy, conte di Alnwick.

## Ascendenza
|                         |   |                            | Genitori                  |  |  | Nonni |  |  | Bisnonni              |  |  | Trisnonni           |  |
|                         |   |                            |                           |  |  |       |  |  | Manfredo I di Saluzzo |  |  | Bonifacio del Vasto |  |
|                         |   |                            |                           |  |  |       |  |  | Manfredo I di Saluzzo |  |  | Bonifacio del Vasto |  |
|                         |   | Agnese di Saluzzo          |                           |  |  |       |  |  | Manfredo I di Saluzzo |  |  |                     |  |
| Manfredo II di Saluzzo  |   |                            |                           |  |  |       |  |  | Manfredo I di Saluzzo |  |  |                     |  |
|                         |   | Eleonora de Lacon-Serra    | …                         |  |  |       |  |  |                       |  |  |                     |  |
|                         |   | Eleonora de Lacon-Serra    | …                         |  |  |       |  |  |                       |  |  |                     |  |
|                         |   | Eleonora de Lacon-Serra    | …                         |  |  |       |  |  |                       |  |  |                     |  |
| Bonifacio di Saluzzo    |   | Eleonora de Lacon-Serra    |                           |  |  |       |  |  |                       |  |  |                     |  |
|                         |   | Guglielmo V del Monferrato | Ranieri I del Monferrato  |  |  |       |  |  |                       |  |  |                     |  |
|                         |   | Guglielmo V del Monferrato | Ranieri I del Monferrato  |  |  |       |  |  |                       |  |  |                     |  |
|                         |   | Guglielmo V del Monferrato | Gisella di Borgogna       |  |  |       |  |  |                       |  |  |                     |  |
| Alasia del Monferrato   |   | Guglielmo V del Monferrato |                           |  |  |       |  |  |                       |  |  |                     |  |
|                         |   | Giuditta di Babenberg      | Leopoldo III di Babenberg |  |  |       |  |  |                       |  |  |                     |  |
|                         |   | Giuditta di Babenberg      | Leopoldo III di Babenberg |  |  |       |  |  |                       |  |  |                     |  |
|                         |   | Giuditta di Babenberg      | Agnese di Waiblingen      |  |  |       |  |  |                       |  |  |                     |  |
| Manfredo III di Saluzzo |   | Giuditta di Babenberg      |                           |  |  |       |  |  |                       |  |  |                     |  |
|                         | … | …                          |                           |  |  |       |  |  |                       |  |  |                     |  |
|                         | … | …                          |                           |  |  |       |  |  |                       |  |  |                     |  |
|                         | … | …                          |                           |  |  |       |  |  |                       |  |  |                     |  |
| …                       | … |                            |                           |  |  |       |  |  |                       |  |  |                     |  |
|                         |   | …                          | …                         |  |  |       |  |  |                       |  |  |                     |  |
|                         |   | …                          | …                         |  |  |       |  |  |                       |  |  |                     |  |
|                         |   | …                          | …                         |  |  |       |  |  |                       |  |  |                     |  |
| Maria di Torres         |   | …                          |                           |  |  |       |  |  |                       |  |  |                     |  |
|                         |   | …                          | …                         |  |  |       |  |  |                       |  |  |                     |  |
|                         |   | …                          | …                         |  |  |       |  |  |                       |  |  |                     |  |
|                         |   | …                          | …                         |  |  |       |  |  |                       |  |  |                     |  |
| …                       |   | …                          |                           |  |  |       |  |  |                       |  |  |                     |  |
|                         |   | …                          | …                         |  |  |       |  |  |                       |  |  |                     |  |
|                         |   | …                          | …                         |  |  |       |  |  |                       |  |  |                     |  |
|                         |   | …                          | …                         |  |  |       |  |  |                       |  |  |                     |  |
|                         |   | …                          |                           |  |  |       |  |  |                       |  |  |                     |  |